# 白眶雀鹛

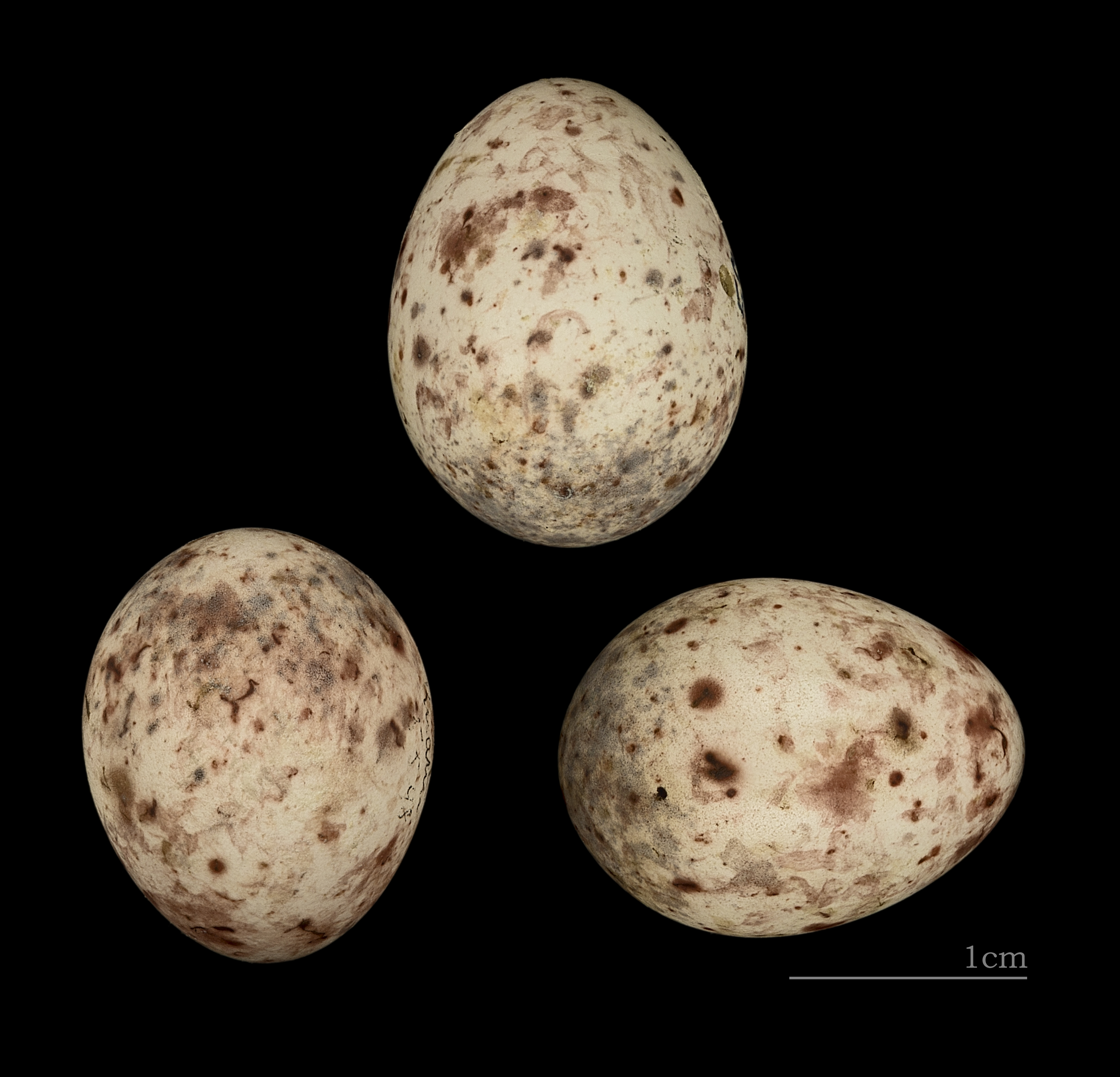
Alcippe nipalensis

白眶雀鹛（学名：Alcippe nipalensis），是雀眉科雀鹛属的一种，分布于缅甸、孟加拉国、不丹、中国大陆、印度和尼泊尔。该物种的保护状况被评为无危。
白眶雀鹛的平均体重约为16.5克。栖息地包括亚热带或热带的湿润低地林、亚热带或热带的高海拔疏灌丛和亚热带或热带的湿润山地林。该物种的模式产地在尼泊尔。

## 亚种
- 白眶雀鹛普通亚种（学名：Alcippe nipalensis commoda）。该物种的模式产地在中国西藏Medog。[3]